# Herbertus hutchinsiae
Herbertus hutchinsiae là một loài rêu tản trong họ Herbertaceae. Loài này được (Gottsche & Rabenh.) A. Evans miêu tả khoa học lần đầu tiên năm 1917.